# .cancerresearch
Domeniul de nivel superior .cancerresearch este gestionat de Australian Cancer Research Foundation⁠(d) (Fundația Australiană pentru Cercetarea Cancerului). Domeniul .cancerresearch are ca scop reunirea noutăților, informațiilor și opiniilor de top privind prevenirea, diagnosticarea, tratamentul și vindecarea cancerului.
Pe 15 mai 2014, ICANN și Australian Cancer Research Foundation au încheiat un Acord de Reglementare prin care Fundația Australiană pentru Cercetarea Cancerului operează domeniul de nivel superior .cancerresearch.